# Chaux (Côte-d'Or)
Chaux è un comune francese di 484 abitanti situato nel dipartimento della Côte-d'Or nella regione della Borgogna-Franca Contea.

## Storia

### Simboli
I cerchi simbolizzano le onde elettromagnetiche del trasmettitore radiotelevisivo di Chaux.

## Società

### Evoluzione demografica
Abitanti censiti